# ハンス・ラングスドルフ
ハンス・ヴィルヘルム・ラングスドルフ（Hans Wilhelm Langsdorff, 1894年3月20日 - 1939年12月19日）は、ドイツの海軍軍人。最終階級は海軍大佐（国防軍）。

## 第一次大戦期
1894年にリューゲン島のベルゲンに暮らす熱心なプロテスタントの家に生まれた。1898年にはデュッセルドルフに移住した。デュッセルドルフの家の隣家にはドイツ帝国海軍のマクシミリアン・フォン・シュペー提督が住んでおり、ラングスドルフはシュペーの影響を受け軍人を志すようになった。
1912年、ラングスドルフは牧師になることを望んでいた両親の反対を押し切りキールの海軍水雷科学校に入学した。1916年、中尉に任官したラングスドルフはユトランド沖海戦に従軍し、二級鉄十字章を授与された。その後は掃海作業に従事し終戦を迎えた。また、時期は不明だが一級鉄十字章を授与されている。

## 戦間期
戦後はドレスデンに配属され、1924年にルート・ヘルガーと結婚した。
1925年10月、陸軍と海軍の調整担当としてベルリンの国防省に配属された。1927年に魚雷艇部隊の指揮官に就任し、1930年4月には少佐に昇進した。行政処理能力を高く評価され、1931年には再びベルリンに配属された。
1934年、前年に成立したナチ党政権から距離を置くため海上勤務を希望するが、これを拒否され内地勤務に置かれた。1936年から1937年にかけて、ヘルマン・ベーム提督の幕僚としてポケット戦艦アドミラル・グラーフ・シュペーに乗艦しスペイン内戦に参戦した。1937年1月に大佐に昇進し、1938年10月にはアドミラル・グラーフ・シュペー艦長に任命された。

## 第二次大戦期
第二次世界大戦勃発直後の1939年9月24日に本国からの指令を受け通商破壊作戦に従事した。作戦開始10週間で9隻のイギリス船を撃沈したが、戦時国際法を遵守し、捕虜を紳士的に扱ったため、イギリス人からは尊敬を集めた。
12月13日、ラプラタ沖海戦で損傷を受けたアドミラル・グラーフ・シュペーは中立国のウルグアイのモンテビデオに緊急避難した。この戦闘で、アドミラル・グラーフ・シュペーは燃料系統に致命的な損傷を受けており、長時間の航行が不能の状態にあった。修理には時間が必要であったが、ウルグアイはイギリスの影響が強く、また在ドイツ大使館からの4日以内の退去命令もあり、ほとんど未修理・未補給のまま出港せざるを得なかった。
12月17日、操艦に最低限必要な40人の水兵らと出港し、マスコミやモンテビデオの住民の注視する中でアドミラル・グラーフ・シュペーを自沈させた。ラングスドルフは艦と運命を共にしようとしたが、乗組員たちは半ば力ずくで連れ出した。艦を離れる間、彼は物思いに耽っていたという。彼は乗組員らとアルゼンチンのブエノスアイレスに上陸した。
その後、アルゼンチン政府に乗組員のドイツ帰国協力要請を交渉したが受け入れられず抑留された。12月19日、ラングスドルフは宿泊先のホテルで、ドイツ帝国海軍時代の軍艦旗を纏い拳銃自殺した。
ラングスドルフは妻ルートへの最期の手紙の中で、
と記している。12月21日に葬儀が行われ、遺体はブエノスアイレスのドイツ人墓地に埋葬された。葬儀には地元のドイツ人会や英独軍人、一般市民が参列した。元乗組員はこの時のことを「父を失ったかのようだった」と語っている。
アドルフ・ヒトラーはラングスドルフを臆病者扱いし、「戦い抜くことをせず自沈した」「戦艦への期待は幻滅以外のなにものでもなかった」と非難している。また、遺族にも充分な年金を与えなかった。一方、ドイツ政府筋からは軍人精神を高く評価されていた。